# Veelkleurige chacogors
De veelkleurige chacogors (Saltatricula multicolor) is een zangvogel uit de familie Thraupidae (tangaren).

## Verspreiding en leefgebied
Deze soort komt voor van zuidoostelijk Bolivia tot westelijk Paraguay, noordwestelijk Uruguay en noordelijk Argentinië.